# Filsystem
Et filsystem har to relaterede betydninger. Det bruges om det format, som filer og mapper gemmes i på disk eller et andet medie, og om den del at et styresystem, der håndterer filer og mapper.
I filsystemet gemmes navn og placering af de enkelte filer. Der gemmes også oplysninger om hvornår filerne er blevet ændret, og måske også af hvem.
De fleste styresystemer kan bruge et enkelt filsystem, men der findes nogle, der kan håndtere mange som f.eks. Linux.
Et hierarkisk filsystem er et filsystem, hvor man kan lægge en mappe i en vilkårlig mappe - og hvor man kan lægge filer i en mappe, uanset hvilket niveau mappen er i. De fleste filsystemer er i dag hierarkiske.

## Design
Der er en del modstridende krav til et filsystem.
- Et filsystem må ikke i sig selv optage en masse plads. Det er især vigtigt, hvis det skal bruges på en diskette.
- Det kan være nødvendigt, at gemme en masse oplysninger i filsystemet, hvis der er krav om, adgangskontrol til hver fil på brugerniveau.
- Et filsystem skal være robust over for fejl som strømsvigt eller brugere, der hiver en diskette ud under skrivning.
- Man skal vælge, hvor store blokke (klumper af data), der skal bruges. Små blokke kan give bedre udnyttelse af mediet, men store blokke er hurtigere at læse og skrive.

Filsystemer der kun skal læses som f.eks. filsystemer til CD-ROM kan laves meget kompakte, fordi der ikke ændres i filerne.

## Eksempler på filsystemer
- ext første filsystem specielt til Linux.
- ext2 eller ext3 bruges som standard af Linux.
- FAT bruges af Windows og DOS.
- ISO-9660 bruges på CD-ROM.
- Minixfilsystemet
- NTFS bruges af Windows NT og kan bruges under Windows XP.
- ReiserFS kan bruges af Linux.
- XFS hurtigt og stabilt, kan bruges af Linux fra version 2.4.
- WinFS til kommende Windows versioner (er ikke et filsystem i betydningen: et format til at gemme filer og mapper)